# Polimerasa Pfu
La polimerasa de ADN Pfu (PfuPol) es una enzima encontrada en la arqueobacteria hipertermófila Pyrococcus furiosus, donde funciona copiando el ADN del organismo durante la división celular. En el laboratorio de biología molecular, PfuPol suele utilizarse para amplificar ADN en la reacción en cadena de la polimerasa (PCR), donde la enzima realiza la función central de copiar una nueva hebra de ADN en cada paso de extensión.

## Capacidad proofreading de PfuPol
PfuPol tiene mayor termoestabilidad y capacidad proofreading (variable relacionada con la fidelidad de la enzima) comparada con Taq polimerasa (TaqPol). A diferencia de esta última, Pfu polimerasa posee actividad exonucleasa 3' a 5', lo que le permite retirar nucleótidos incorporados de manera errónea del extremo 3' de la hebra de ADN. Consiguientemente, Pfu polimerasa generará productos de PCR con menos errores que aquellos sintetizados por TaqPol.
Disponible comercialmente, PfuPol generalmente posee un índice de error de 1 en 1.3 millones de pares de bases. Sin embargo, es más lenta que TaqPol, requiriendo entre 1 y 2 minutos por ciclo para amplificar mil bases de ADN a 72 °C. 
La utilización de PfuPol en reacciones de PCR resulta también en extremos romos.
PfuPol es entonces conveniente respecto a TaqPol en técnicas que requieran alta fidelidad de la síntesis del ADN, pudiendo ser utilizado conjuntamente con TaqPol para obtener la velocidad de esta enzima.

## Historia
Científicos asociados con la compañía biotecnológica Stratagene, establecida en La Jolla, California, describieron la superioridad de PfuPol en 1991 en su trabajo "Una polimerasa termoestable de alta fidelidad aislada de Pyrococcus furiosus", publicado en Strategies 4:34-35 (1991) y Gen en diciembre de aquel año (Gen. 1991 Dec 12;108(1):1-6).